# Estadio Cotton Bowl
El Cotton Bowl es un estadio ubicado en el predio ferial de la ciudad de Dallas, estado de Texas, Estados Unidos. Tiene una capacidad de 92 100 espectadores.

## Historia
Desde 1937 hasta 2009, el estadio fue sede del Cotton Bowl, uno de los tazones de fútbol americano universitario más prestigiosos. Desde 1932, los Texas Longhorns y los Oklahoma Sooners de fútbol americano universitario sen enfrentan anualmente en el estadio. Además, los SMU Mustangs de la NCAA tuvieron como sede al Estadio Cotton Bowl desde 1932 hasta 1978 y desde 1995 hasta 2000.
El estadio ha servido como sede de tres equipos profesionales de fútbol americano: los Dallas Cowboys de la National Football League (1960-1970), los Dallas Texans de la NFL (1952) y los Dallas Texans de la AFL (1960-1962).
También jugaron allí dos equipos de fútbol: los Dallas Tornado de la NASL (1967-1968) y los FC Dallas de la Major League Soccer (1996-2002, 2004-2005). En tanto, allí se jugaron partidos de la Copa de Oro de la Concacaf 1993, la Copa Mundial de Fútbol de 1994 y la Copa Centroamericana 2014.
El estadio fue sometido a una completa renovación en 2008 que incluyó la ampliación de la capacidad de asientos del estadio de 68 252 a 92 100, en su mayoría a través del cerco completo de la segunda cubierta, una nueva pantalla de marcador y vídeo, nueva iluminación y la sustitución de todos los asientos del estadio.

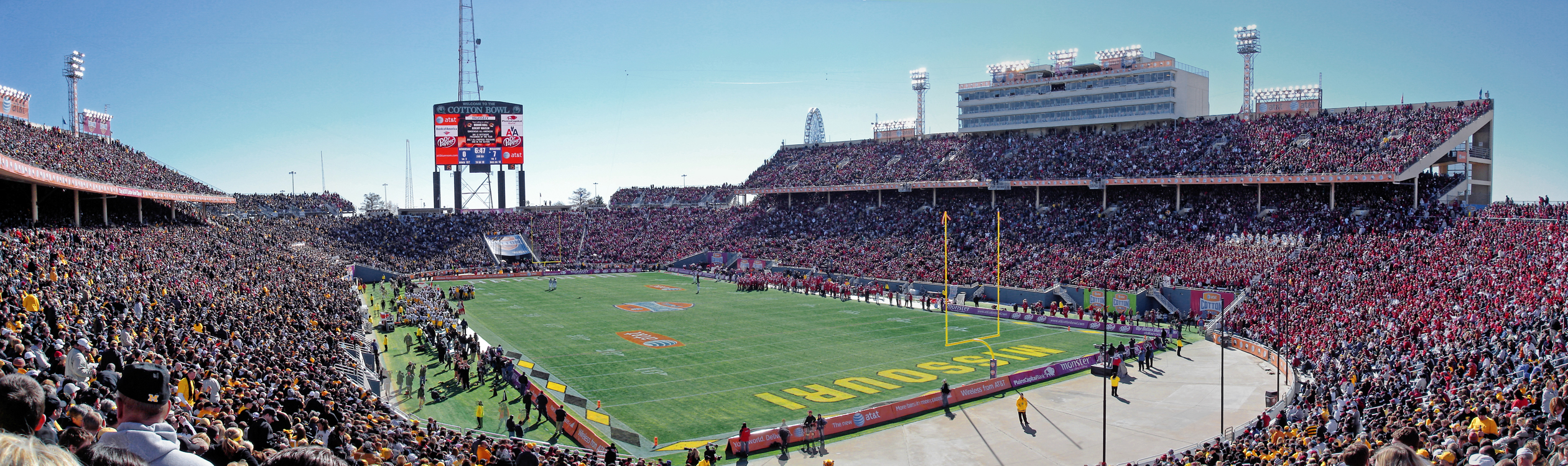
Panorámica del estadio en 2007 previo a la ampliación de 2008.

## Resultados en eventos FIFA

### Copa Mundial de Fútbol de 1994
| Fecha               | Equipo #1      | Resultado | Equipo #2     | Ronda            | Asistencia |
| ------------------- | -------------- | --------- | ------------- | ---------------- | ---------- |
| 17 de junio de 1994 | España         | 2–2       | Corea del Sur | Group C          | 56 247     |
| 21 de junio de 1994 | Nigeria        | 3–0       | Bulgaria      | Group D          | 44 132     |
| 27 de junio de 1994 | Alemania       | 3–2       | Corea del Sur | Group C          | 63 998     |
| 30 de junio de 1994 | Argentina      | 0–2       | Bulgaria      | Group D          | 63 998     |
| 3 de julio de 1994  | Arabia Saudita | 1–3       | Suecia        | Octavos de final | 60 277     |
| 9 de julio de 1994  | Países Bajos   | 2–3       | Brasil        | Cuartos de final | 63 500     |